# Zope
Zope (Z Object Publishing Environment) – open source’owy serwer aplikacji napisany w Pythonie (języku programowania), z zastosowaniem programowania obiektowego. Umożliwia tworzenie systemów zarządzania treścią, portali internetowych oraz intranetowych, a także aplikacji webowych.

## Budowa
Najważniejsza część systemu to transakcyjna, hierarchiczna oraz obiektowa baza danych ZODB (Zope Object Database). Każda część stworzonego serwisu jest przechowywana w bazie. Zope zapewnia wysokie bezpieczeństwo dzięki dobrze określonym poziomom uprawnień.
Można zwiększyć jego funkcjonalność poprzez dodanie jednej z wtyczek (ang. plug-in) zwanych w Zopie produktami.
Zope posiada wbudowany serwer WWW, FTP, rozszerzenie protokołu HTTP 1.1 – WebDAV – oraz protokół XML pierwszej generacji opierający się na RPC – XML-RPC. Może on także współpracować z innymi serwerami jak np. z Apache.
Aby ułatwić pracę nad serwisem, Zope oferuje również tworzenie i konfigurację aplikacji poprzez Internet (tj. za pomocą przeglądarki internetowej).